# Ruitelán
Ruitelán est une des 23 pedanías (localités) de la commune espagnole (municipio) de Vega de Valcarce, dans la comarque de El Bierzo, province de León, communauté autonome de Castille-et-León, au nord-ouest de l'Espagne.
Cette localité est une halte sur le Camino francés du Pèlerinage de Saint-Jacques-de-Compostelle.

## Géographie

### Localités voisines
| Nord-ouest San Tirso et Las Lamas (municipio de Vega de Valcarce) | Nord Ransinde et Samprón (municipio de Vega de Valcarce) | Nord-est Quintela (municipio de Balboa)                              |
| Ouest Las Herrerías de Valcarce (municipio de Vega de Valcarce)   |                                                          | Est Moñón (municipio de Vega de Valcarce)                            |
| Sud-ouest San Julián (municipio de Vega de Valcarce)              | Sud Villasinde (municipio de Vega de Valcarce)           | Sud-est Vega de Valcarce (chef-lieu) (municipio de Vega de Valcarce) |

## Démographie
| 2010 |  | 2011 |  | 2012 |
| ---- |  | ---- |  | ---- |
| 31   |  | 23   |  | NC   |

## Culture et patrimoine

### Pèlerinage de Compostelle

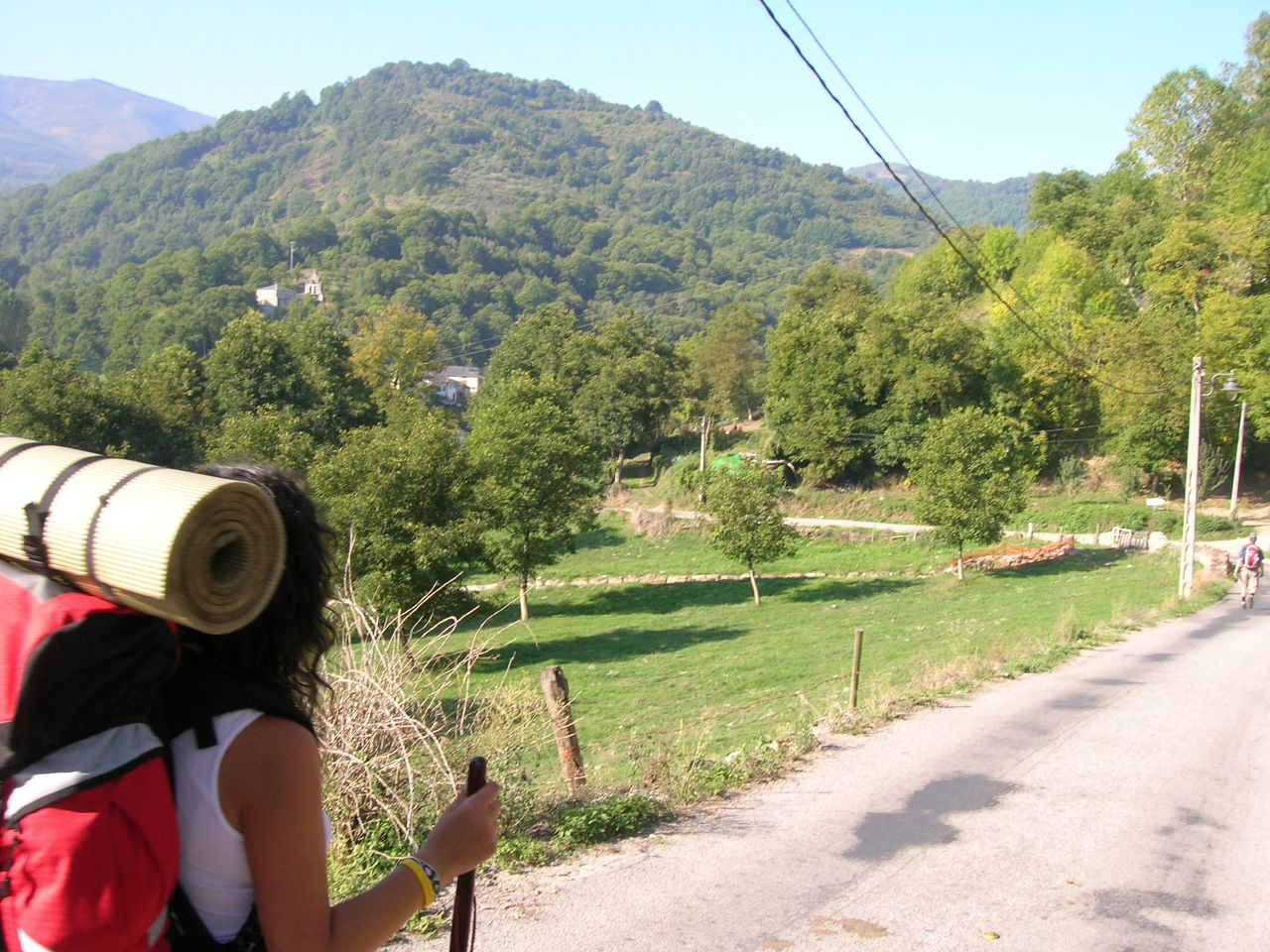
Chapelle de San Froilan près de Ruitelán.

Par le Camino francés du Pèlerinage de Saint-Jacques-de-Compostelle, le chemin vient de la localité chef-lieu de Vega de Valcarce, dans le municipio du même nom.
La prochaine halte est la localité de Las Herrerías de Valcarce, dans le même municipio de Vega de Valcarce.

### Monuments religieux
- Iglesia San Juan Bautista (Église Saint-Jean-Baptiste)
- Capilla de San Esteban (Chapelle de Saint-Étienne)
- Ermita de San Froilán (Ermitage de Saint-Froilan).

## Sources et références
: source principale
- (es) Cet article est partiellement ou en totalité issu de l’article de Wikipédia en espagnol intitulé « Ruitelán » (voir la liste des auteurs).
- (fr) Grégoire, J.-Y. & Laborde-Balen, L. , « Le Chemin de Saint-Jacques en Espagne - De Saint-Jean-Pied-de-Port à Compostelle - Guide pratique du pèlerin », Rando Éditions, mars 2006,  (ISBN 2-84182-224-9)
- (fr)« Camino de Santiago St-Jean-Pied-de-Port - Santiago de Compostela », Michelin et Cie, Manufacture Française des Pneumatiques Michelin, Paris, 2009,  (ISBN 978-2-06-714805-5)
- (fr)« Le Chemin de Saint-Jacques Carte Routière », Junta de Castilla y León, Editorial

1. ↑  (es) www.correos.es Consulta códigos postales - Búsqueda por provincia.
2. ↑  (es) « internotes.cajaespana.es »(Archive.org • Wikiwix • Archive.is • Google • Que faire ?) Caja España - Datos Económicos y Sociales de las Unidades Territoriales de España - Ficha de municipio 2012 : Vega de Valcarce.